# Пахомова, Светлана Васильевна
Светла́на Васи́льевна Пахо́мова (род. 20 июня 1965, Долгопрудный, РСФСР, СССР) — российская кёрлингистка на колясках.
В составе сборной России по кёрлингу на колясках серебряный призёр зимних Паралимпийских игр 2014, трёхкратная чемпионка мира (2012, 2015, 2016). Чемпионка России. Заслуженный мастер спорта России.

## Биография
В юности Светлана Пахомова стала призёром юниорского чемпионата России по плаванию. В 1994 году повредила позвоночник в автоаварии, в которую попала вся её семья. В результате у неё отнялись ноги.
Светлана упорно занималась в медико-реабилитационном центре В. И. Дикуля, надеясь однажды встать на ноги. Однажды она попалась на глаза тренеру, собиравшему подмосковную команду кёрлингистов. В результате с сентября 2007 года спортсменка из Дмитрова стала заниматься кёрлингом на колясках. Позднее она говорила: «Кёрлинг избавил меня от комплексов. Благодаря команде я увидела, что можно жить полной жизнью даже в инвалидной коляске».
Тренером Светланы Пахомовой стала Анна Грецкая, и под её руководством Светлана одержала немало побед. В сезоне 2011/2012 она в составе клуба «Столица» стала чемпионкой России. В сезоне 2012/2013 заняла на первенстве страны третье место, выступая за команду Московской области; директором подмосковной сборной кёрлингистов является муж Светланы Александр.
На XI Паралимпийских зимних играх в Сочи в 2014 году Светлана Пахомова завоевала серебряную медаль: сборная России по кёрлингу на колясках, в составе которой выступала Светлана, дебютировала на Паралимпиаде и заняла второе место, уступив только паралимпийцам из Канады.
По образованию Светлана Пахомова — инженер; она закончила Московский институт электроники и математики (МИЭМ) и некоторое время работала программистом.

## Достижения
- Зимние Паралимпийские игры: серебро (2014).
- Чемпионат мира по кёрлингу на колясках: золото (2012, 2015, 2016).
- Чемпионат России по кёрлингу на колясках: золото (2017), серебро (2014, 2016).

## Команды
| Сезон   | Четвёртый         | Третий              | Второй             | Первый             | Запасной          | Тренер                             | Турниры            |
| ------- | ----------------- | ------------------- | ------------------ | ------------------ | ----------------- | ---------------------------------- | ------------------ |
| 2010—11 | Андрей Смирнов    | Марат Романов       | Александр Шевченко | Светлана Пахомова  | Оксана Слесаренко | Vladimir Shevchenko, Антон Батугин | ЧМК 2011 (4 место) |
| 2011—12 | Андрей Смирнов    | Марат Романов       | Александр Шевченко | Оксана Слесаренко  | Светлана Пахомова | Маргарита Нестерова                | ЧМК 2012           |
| 2012—13 | Андрей Смирнов    | Марат Романов       | Александр Шевченко | Светлана Пахомова  | Оксана Слесаренко | Антон Батугин                      | ЧМК 2013 (5 место) |
| 2013—14 | Андрей Смирнов    | Александр Шевченко  | Светлана Пахомова  | Марат Романов      | Оксана Слесаренко | Антон Батугин                      | ЗПИ 2014           |
| 2013—14 | Светлана Пахомова | ?                   | ?                  | ?                  |                   |                                    | ЧРК 2014           |
| 2014—15 | Андрей Смирнов    | Марат Романов       | Оксана Слесаренко  | Александр Шевченко | Светлана Пахомова | Антон Батугин                      | ЧМК 2015           |
| 2015—16 | Светлана Пахомова | Валерий Ульянов     | Виталий Данилов    | Владислав Макаров  |                   |                                    | ЧРК 2016           |
| 2015—16 | Андрей Смирнов    | Константин Курохтин | Светлана Пахомова  | Александр Шевченко | Марат Романов     | Антон Батугин                      | ЧМК 2016           |
| 2016—17 | Владислав Макаров | Светлана Пахомова   | Валерий Ульянов    | Виталий Данилов    | Валерий Баранов   |                                    | ЧРК 2017           |

(скипы выделены полужирным шрифтом; данные по чемпионатам России неполные — пока не найдены источники с полными составами команд для чемпионатов 2015 года и ранее)

## Награды
- Медаль ордена «За заслуги перед Отечеством» I степени (17 марта 2014 года) — за большой вклад в развитие физической культуры и спорта, высокие спортивные достижения на XI Паралимпийских зимних играх 2014 года в городе Сочи[13][14]

## Семья
Светлана Пахомова замужем. Мужа зовут Александр. У них два сына: Дмитрий и Никита.